# Вавилонска кула
Вавилонска кула (хебр. מִגְדַּל בָּבֶל&lrm; [Мигдал Бавел]) предање је из старозавјетне Књиге постања о чији је циљ да објасни зашто постоје свјетски народи и зашто говоре различите језике.
Према предању, уједињена људска раса у генерацијама послије потопа, говорећи један језик и мигрирајући на исток, долази у земљу Сенар (שִׁנְעָר&lrm, [Шинар]). Ту су се сложили да саграде град и кулу довољно високу да досегну небеса. Бог, посматрајући њихов град и кулу, одлучује да помијеша њихов говор тако да се више не могу међусобно разумјети и расипа их по свијету. У различитим изворима помињу се 72 (негде 70) формираних различитих језика и исто толико народа.
Неки савремени научници повезују Вавилонску кулу са познатим структурама, нарочито са Етеменанкијем, зигуратом посвећеним месопотамском богу Мардуку у Вавилону. Сумерска прича са неким сличним елементима налази се у причи Енмеркар и господар Арате.

## Библија
Једанаесто поглавље Књиге постања, стихови од 1 до 9:
1 А бијаше на цијелој земљи један језик и једнаке ријечи.

2 А кад отидоше од истока, нађоше равницу у земљи Сенарској, и населише се ондје.

3 Па рекоше међу собом: хајде да правимо плоче и да их у ватри печемо. И бјеху им опеке мјесто камена и смола земљана мјесто креча.

4 Послије рекоше: хајде да сазидамо град и кулу, којој ће врх бити до неба, да стечемо себи име, да се не бисмо расијали по земљи.

5 А Господ сиђе да види град и кулу, што зидаху синови човјечији.

6 И рече Господ: гле, народ један, и један језик у свијех, и то почеше радити, и неће им сметати ништа да не ураде што су наумили.

7 Хајде да сиђемо, и да им пометемо језик да не разумију један другога што говоре.

8 Тако их Господ расу оданде по свој земљи, те не сазидаше града.

9 Зато се прозва Вавилон, јер ондје помете Господ језик цијеле земље, и оданде их расу Господ по свој земљи.

## Етимологија
Фраза „Вавилонска кула” се не јавља у Библији; увијек се наводи као „град и кула” (אֶת-הָעִיר וְאֶת-הַמִּגְדָּל) или само „град” (הָעִיר). Првобитно поријекло назива Бавел (хебрејски назив за Вавилон) је непознато. Домаћи, акадски назив града био је Баб-илим, што значи „врата бога”. Међутим, за тај облик и тумачење сада се обично сматра да су резултат акадске народне етимологије примијењене на ранији облик имена, Бабила, непознатог значења и вјероватно није семитског поријекла. Према Библији, град је добио назив „Бабел” од хебрејског глагола בָּלַ֥ל (балал), што значи побркати или збунити.

## Историографија
Вавилонски краљ Навукодоносор је 570. године п. н. е. написао кратки текст о свом подухвату обнове легендарне вавилонске куле. Притом је описао и катастрофално стање у којем се налазила грађевина у његово доба.
Један је од краљева саградио кулу, али јој није довршио врх. Људи су је без речи напустили и занемарили ... Потреси и муње оштетили су здање; глина се осушила, цигле раздвојиле а земља накупила у унутрашњости грађевине. Угледни Меродах подстакао ме да обновим кулу. Темељно камење сам оставио а ни изглед нисам измјенио већ је он остао попут оног у стара времена. Дакле, пронађох и обнових кулу. Уздигао сам је до небеса. Навукодоносор
Грчки историчар Херодот (484. — 425. п. н. е.), у својим списима наводи да је средином 5. века п. н. е. посетио Навукодоносоров Вавилон и описао га тако величанственим да му савременици нису веровали. Међу осталим, Херодот је описао и знамениту вавилонску кулу.
У Асирији постоје многи други велики градови, а најзнаменитији је и најмоћнији међу њима био Вавилон, где се налазила након пропасти Ниниве, краљевска палата, а тај је град изгледао овако. Лежи у великој равници, а подигнут је у облику четвороугла чија је свака страница дугачка стотину и 20 стадија: све у свему, обим града обухвата четири стотине осамдесет стадија. Најпре га окружује јарак, дубок, широк и напуњен водом, а иза њега се налази зид широк педесет краљевских лаката, а висок двије стотине лаката ... На врху зида изградили су за оба његова руба низ кула на спрат, у пару тако да гледају једна према другој: између кула оставили су пролаз за четверопрег. Уоколо зида постављено је стотину врата, а сва су мједена ...

У средишту сваког од делова града била је сазидана грађевина, у првом краљевска палата с великом и снажном оградом која ју је окруживала, а у другоме светилиште Зевса са месинганим вратима, непромењено све до дана данашњег, у облику четворине са страницама од 2 стадија. Усред светилишта изграђена је чврста кула од једног стадијума у дужину и ширину, а на тој кули подигнута друга кула, а на њој трећа и тако даље - све у свему 8 кула, а успиње се на њих споља кружним степеништем око свих кула. На средини успона налази се одмориште са сједиштима за одмор на којима се могу сјести и отпочинути они који се успињу. На посљедњој се кули уздиже велики храм: у храму је постављена велика лежаљка са лепим покровом, а уз њу је златан стол. Но овде није подигнут никакав кип божанства: нити један човек проводи овде ноћ, осим једне домаће жене коју је између свих, како кажу Халдејци који су свештеници овога бога, одабрао бог.  Херодот
Истраживања немачког археолога Колдевеја, на подручју некадашњег Вавилона (данас околина града Ал Хилах, јужно од Багдада), 1913. године, открила су остатке могуће вавилонске куле. Утврђено је да је највероватније реч о зигурату Етеменанки којег спомињу многи домаћи извори (из времена Асархадон, Набополассара и Навукодоносора).
Зигурат ширине 90 метара те укупне висине такође 90 метара (Херодот у својим списима спомиње висину куле од готово 200 метара!), Имао је 7 терасастих спратова" а на врху се налазио храм за свету свадбу бога Мардука, бога заштитника града, и врховне свештенице .
Претпоставља се да су радну снагу сачињавали припадници многих народности као што су Хурити, Касити и Еламити, те се на тај начин може објаснити теза о међусобном неспоразумијевању градитеља што је проузроковало напуштање пројекта. Иако не постоје поуздани извори, сматра се да је градња куле започела у 2. миленијуму п. н. е. Већина историчара слаже се да је управо тај зигурат надахнуо мит о вавилонској кули.
Мотив торња попут вавилонске куле присутан је у другим цивилизацијама.
Сумерски мит, познат као Енмеркар, говори о сукобу између две Бога, Енкија и Енлила, који је завршио пометњом језика међу људима и великој штети у многим градовима.
У традицијама одређених култура средње Америке, такође се могу пронаћи приче сличне оној о вавилонској кули. Тако је на пример Кселхуа, један од седам дивова спашених од поплаве, одлучио саградити величанствену пирамиду како би се обрачунао са боговима и уништио небеса. Богови су разорили грађевину а градитељима измјешали језике. Друга пак прича, из предаје народа Толтека, говори о групи људи који су се градњом торња намеравали заштити од следеће поплаве, но неспоразумјевање их је раздвојило а грађевина није саграђена.
На подручју Непала и северне Индије, крајем 19. века забележена је још једна прича попут оне библијске, а доктор Ливингстон забележио је слично предање и у Африци, око језера. Такође, врло сличан мит о измешаним језицима присутан је и у естонској традицији.
У Несторовој Повјести минулих лета говори се о настанку словенског језика, као једног од 72 настала језика: 
„У грађењу куле када је Бог разделио људе на 72 народа (=језика), расејао их по земљи и кулу разрушио великим ветром, остало је између Сирије и Вавилона 5433 сежања, и у ширину толико. И после измешаности језика примише Симови синови источне стране, Хамови јужне стране, а Јафетови запад и северне стране. И од седамдесет и два језика бејаше један словенски језик од племена Јафетова.”